# 中国人民解放军海军舰队首航台湾海峡
中国人民解放军海军舰队首航台湾海峡发生于1974年1月下旬，西沙海战爆发后，中国人民解放军海军东海舰队护卫舰第18大队南下编队在福州军区全力策应下，于21日晚间至22日凌晨顺利航行通过台湾海峡，支援南海舰队。
中国人民解放军海军借由此次航行打破了中华民国的军事封锁——关闭政策，恢复舰队在台湾海峡的通航。福州军区的上万名官兵，福建基地的32艘舰艇、多个岸炮和高炮营以及十多个观通站参与了此次航行的掩护任务。1975年，中国人民解放军总参谋部批准海军，将首航航线作为海军船舶编队通过台湾海峡的航线之一。同时，总参谋部决定在台湾海峡航行的军用船舶都需报福州军区批准，直到1985年福州军区撤销为止。

## 背景
1949年10月，中华人民共和国成立，两岸分治。为对抗新生的中华人民共和国政府，中华民国在中国领海执行军事封锁——关闭政策。虽然中华人民共和国方面在其它海域逐步突破军事封锁，但在台湾海峡，由于美国的支持和中华民国军事实力强于中华人民共和国的缘故，中华民国得以长期维持关闭政策。解放军海军水面舰艇与民用船舶类似，在1974年前未通过台湾海峡。中国大陆南北调动小型舰艇——鱼雷艇时，一般用火车运输，大型舰艇则以通过台湾岛以东，绕行太平洋的方式进行南北航行。1965年，八六海战和崇武以东海战后，中華民國海軍不再对解放军海军主动出击。

## 首航历程

### 舰队编制
南下舰艇编队即中国人民解放军海军东海舰队驻浙江舟山的海军护卫舰第6支队第18大队，是当时的主力战斗部队。第18大队原由四艘仿苏联里加级的6601型护卫舰编成，分别是昆明舰（舷号505）、成都舰（506）、贵阳舰（507）、衡阳舰（508）。6601型护卫舰是小型近海护卫舰，满载排水量仅1320吨，航速28节。1970年代初，被海军改装为导弹护卫舰，装备上游号舰对舰导弹发射架两座。四艘军舰中，贵阳舰因入厂中修，未参加编队。昆明舰为编队指挥舰，称一号舰，成都舰为二号舰，衡阳舰为三号舰。

### 起航前准备
1974年1月19日，西沙海战爆发。此前，南海舰队司令员张元培即已向中共中央军委、解放军海军请求东海舰队支援。根据南海舰队兵力不足的现实，海军向中央军委请求，将东海舰队的第18大队调往南海舰队，加入其作战序列。经中共中央军委副主席叶剑英、中央军委委员邓小平同意，再报总理周恩来、主席毛泽东同意，中央军委批准了海军的请求，并要求福州军区负责第18大队通过台湾海峡时的军事行动和掩护任务。此次行动的保密级别为机密级，除主要首长和作战部门外，其余参与者并不知情。
1月19日，海军下达预先号令，当日下午，第6支队进行了图上作业，制定各类航行方案。海军副司令员刘道生负责编队南下行动的指挥，东海舰队司令员马龙在浙江舟山负责布署。由于保密需求，编队以春节战备出海巡逻任务进行出航准备工作。
海军要求编队于1月20日（即腊月廿八，1月22日为大年三十）起航，巡逻海域为浙江南部海域。第18大队主官随队出海。同时，第6支队副队长严恩明带领政治部保卫科长在内的10余名机关干部随同出海，他亦是编队指挥员。

### 通过海峡前
福州军区方面，由军区司令员皮定均负责指挥南下编队通过台湾海峡的行动。副司令员朱绍清等人则组成福州军区工作组，在编队抵达前赶赴福建沙埕港。得到中央军委批准后，皮定均下令：海军福建基地组织多支护卫艇、鱼雷艇编队进入沙埕、东冲、东山、崇武等8个港口内待命出击；福建海岸炮兵进入阵地，做好射击的准备；福建沿海海空军雷达站全线开机，掌握编队在台湾海峡的舰位和空情；海军福建基地派出有经验的航海人员，为编队领航；驻闽空军在福州、漳州机场的歼击机进入起飞待命状态，飞行员要坐在座舱里，等待命令起飞；福州军区技侦部队加强对台湾海空军部队调动出动情况的掌握；所有担负掩护任务的部队进入一级战斗准备，担负任务的领导干部一律坚守岗位。并要求上述部署在1月21日16时前到位。
1月20日6时许，编队从浙江舟山出发。中午11时许，在大陈岛抛锚，进行补给。编队首长向官兵传达东海舰队和海军的命令，告之此行真正的目的地。编队于当日15时抵达福建沙埕港。抵达沙埕港后，朱绍清在昆明舰上会见了编队指挥员严恩明。福州军区领航组为编队制定了具体的通过台湾海峡的航线。同时，福州军区工作组要求编队在通过东引岛至金门以东之间的海域时，保持无线电静默。

### 通过海峡及后续
1月21日17时30分，南下编队从沙埕港起航，19时在福建台山岛以南海域进入台湾海峡。航行路线是此前领航组制定、福建军区批准的，在军区能提供火力掩护范围内的南下航线。自福建沙埕港起航后的具体航线是，在福建台山岛进行第一次转向，东引岛第二次转向，牛山岛第三次转向，崇武以东海域第四次转向，龙海东锭岛第五次转向，广东南澎岛第六次转向，最终达到广东潮阳企望湾。
航行中，编队进入一级战斗准备，实行灯火管制，各舰前后主炮均炮弹上膛，随时进入战斗状态。海军福建观通部队，则每10分钟对南下编队进行一次雷达定位。定位以密码通报舰艇，编队依照陆地指挥航行。同时，定位层层上报至解放军总参谋部作战值班室。22日凌晨3时，中央军委副主席叶剑英与福州军区作战指挥室通电话，他得知南下编队顺利通过乌丘后，表示“那好，你们辛苦啦。”
22日凌晨6时，南下编队抵达广东潮阳海面，进入南海舰队辖区。海军汕头水警区副司令员魏治国带领猎潜艇第74大队接应南下编队。7点31分，汕头水警区的一艘猎潜艇向先导舰——昆明舰发出灯光信号：“海军刘道生副司令员祝贺编队顺利通过台湾海峡。”随后，完成补给的编队继续南下，于23日17点30分抵达广东湛江港，南海舰队司令员和政委出席欢迎仪式，后开赴西沙群岛。
1974年年底，完成修整的贵阳舰通过台湾海峡南下汇合，归入南海舰队序列。

## 中华民国的反应

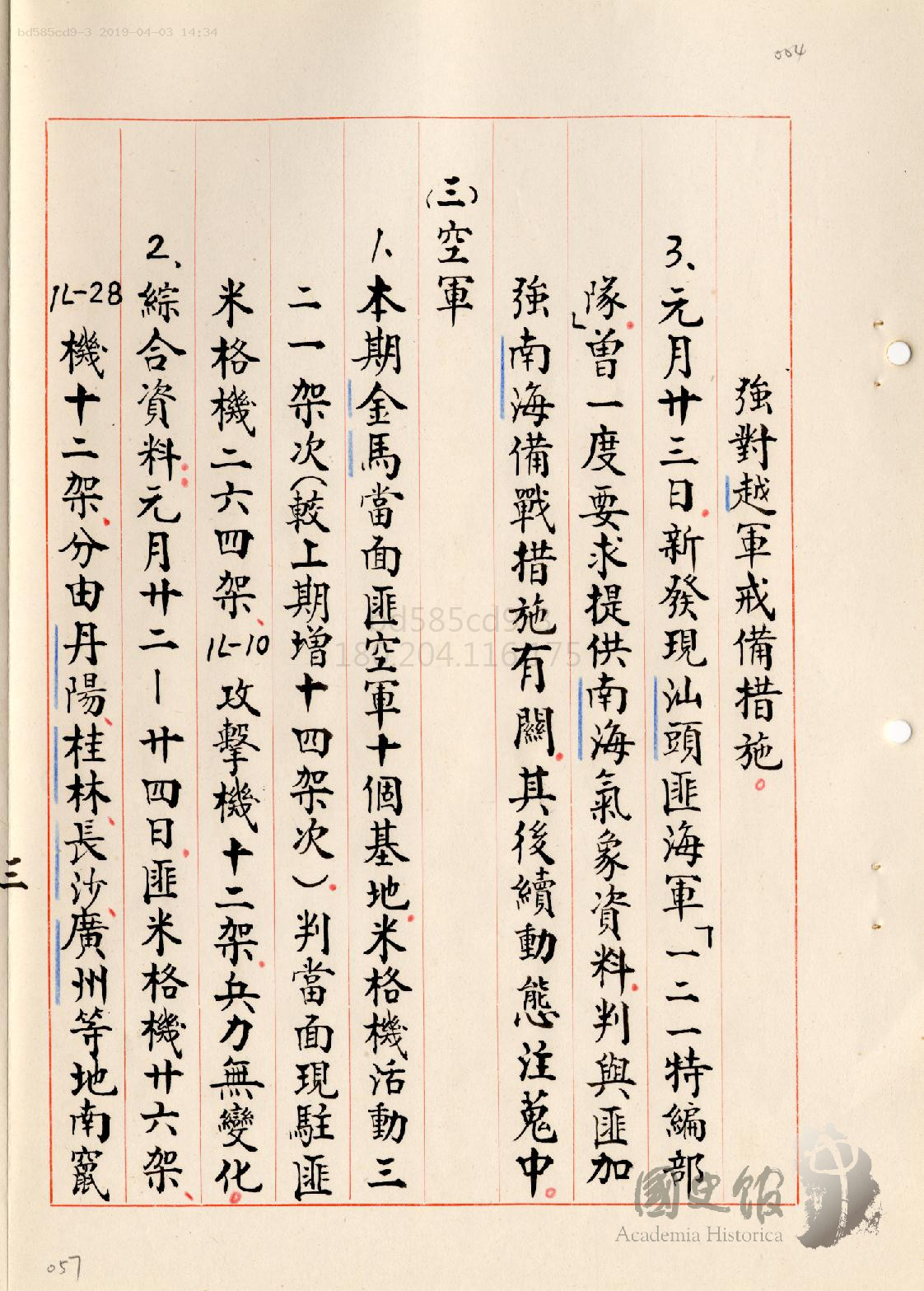
《金马前线综合情况（74.1.16-1.31）》文件中涉及解放军编队首航台湾海峡的纪录

根据中华人民共和国方面的记述，中華民國國軍在南下编队自沙埕港起航后，即已掌握、跟踪编队行程。在乌丘以东海域巡航的中華民國海軍阳字号驱逐舰编队，自南下编队进入台湾海峡后，转至台湾海峡中线以东。国军的一架侦察机亦一路跟踪编队，23日编队抵达广东潮阳企望湾后，国军飞机返回台湾。其余情况不详，中华民国方面未有公开说明。1980年代末，中国大陆开始流传时任中华民国总统蒋介石允许编队通过台湾海峡的伪史——西沙战事紧。
2010年代，中华民国國史館的机密档案解密。其中，中华民国国军《金马前线综合情况（74.1.16-1.31）》文件提及当年“元月23日新发现，汕头匪海军‘一二一特编部队’曾一度要求提供南海气象资料。判与匪加强南海备战措施有关。”此份文件中，国军将南下编队称为“一二一特编部队”，当是指其通过台湾海峡的时间（1月21日），并准确判断编队南下目的，但国军反应仅是“其后续动作注意中”。